# Upplands Väsby och Sollentuna
Upplands Väsby och Sollentuna är en av Statistiska centralbyrån avgränsad och namnsatt tätort i Stockholms län. Tätorten med denna avgränsning och namn tillkom 2016 och bebyggelsen består av delar som före 2015 tillhört tätorten Stockholm och tätorterna Upplands Väsby och Ekeby.
Med sin befolkning på 146 102 personer (31 dec 2018) är tätorten Sveriges femte största.
Upplands Väsby och Sollentuna kom att räknas som en egen tätort efter att SCB ändrat metod för att avgränsa tätorter. Vissa områden som tidigare räknats som del av tätortsbebyggelse blev med 2015 års indelning istället gräns mellan Sollentuna och tätorten Stockholm. Dessa områden var bland annat Igelbäckens naturreservat, Ulriksdals naturreservat och Rinkeby hage koloniområde.

## Tätortens indelning

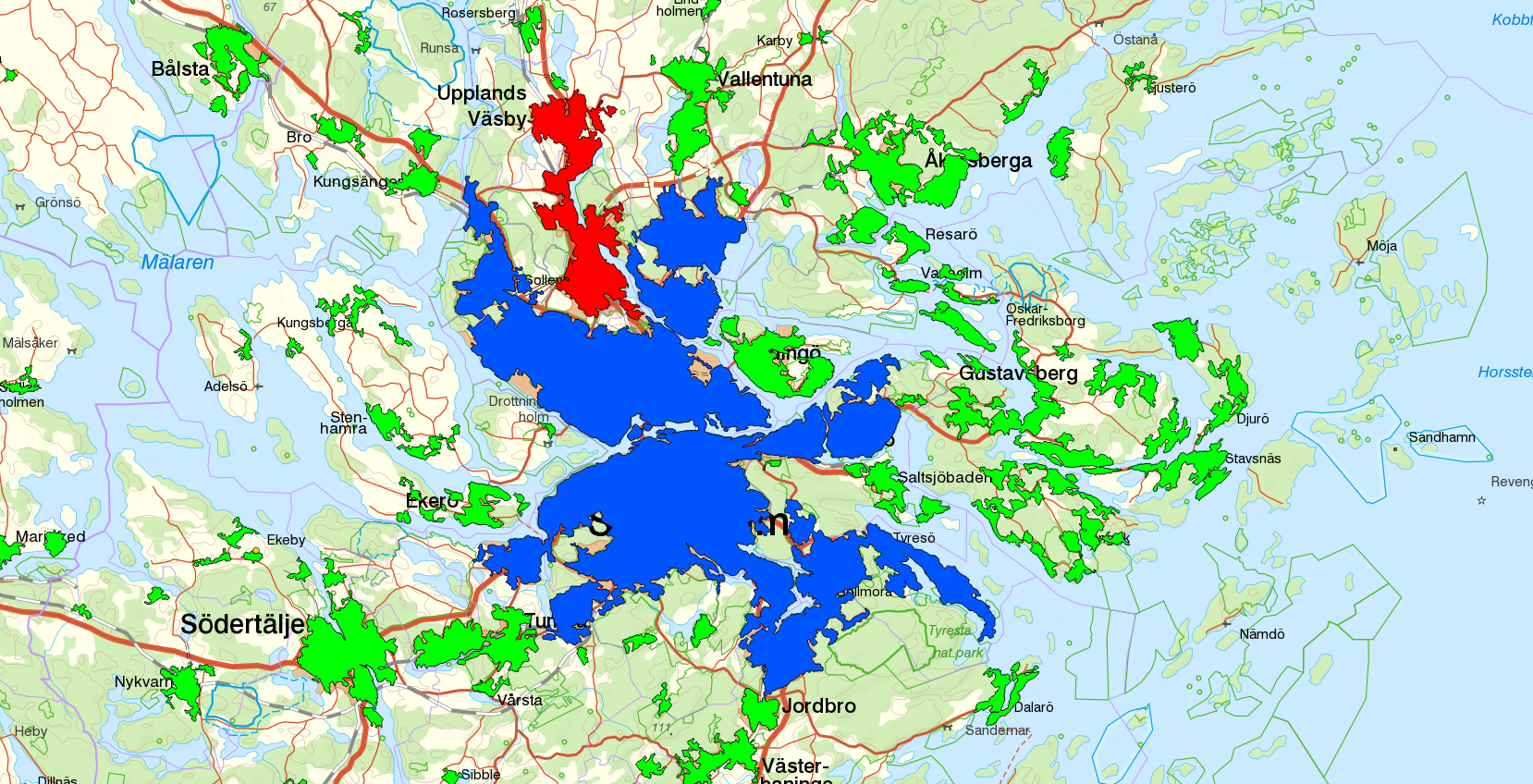
Tätortsindelning 2015: Stockholm i blått, Sollentuna och Upplands Väsby i rött, övriga tätorter i grönt.

| Kommun                | Area (ha) | Befolkning | Områden som ingår i tätorten                |
| --------------------- | --------- | ---------- | ------------------------------------------- |
| Stockholms kommun     | 535       | 33 976     | Norra Järva (Akalla, Husby, Kista, Ärvinge) |
| Sollentuna kommun     | 2 533     | 68 113     | All tätbebyggelse utom Sjöberg              |
| Solna kommun          | 67        | 6          | Sörentorp med före detta Polishögskolan     |
| Upplands Väsby kommun | 1 552     | 44 007     |                                             |

## Befolkningsutveckling
| Befolkningsutvecklingen i Upplands Väsby och Sollentuna 2015–2020 | Befolkningsutvecklingen i Upplands Väsby och Sollentuna 2015–2020 | Befolkningsutvecklingen i Upplands Väsby och Sollentuna 2015–2020 | Befolkningsutvecklingen i Upplands Väsby och Sollentuna 2015–2020 | Befolkningsutvecklingen i Upplands Väsby och Sollentuna 2015–2020 |
| ----------------------------------------------------------------- | ----------------------------------------------------------------- | ----------------------------------------------------------------- | ----------------------------------------------------------------- | ----------------------------------------------------------------- |
|                                                                   |                                                                   |                                                                   |                                                                   |                                                                   |
| År                                                                |                                                                   |                                                                   | Folkmängd                                                         | Areal (ha)                                                        |
| 2015                                                              | 2015                                                              |                                                                   | 139 606                                                           | 4 546                                                             |
| 2018                                                              | 2018                                                              |                                                                   | 146 101                                                           | 4 687                                                             |
| 2020                                                              | 2020                                                              |                                                                   | 149 701                                                           | 4 703                                                             |
|                                                                   |                                                                   |                                                                   |                                                                   |                                                                   |